# میکل فرولیچ
میکل فرولیچ (انگلیسی: Mikkel Frølich Honoré؛ زادهٔ ۲۱ ژانویهٔ ۱۹۹۷) دوچرخه‌سوار اهل دانمارک است.
از باشگاه‌هایی که در آن بازی کرده‌است می‌توان به کنندیل–دراپاک و تیم کوئیک‌استپ فلورز اشاره کرد.